# Желю воєвода
Желю воєвода (болг. Желю войвода; справжнє ім'я — болг. Желю (Жельо) Христов Чернев, відомий також як Дядо Желю) — національний герой Болгарії, видатний гайдук, воєвода, революціонер — борець проти османського пригноблення Болгарії. Учасник російсько-османської війни 1877-78 рр.

## Життєпис

### Ранні роки
Народився у м. Ямбол 29 червня 1828 року. У 1831 року сім'я Желю переїхала до с. Карапча поблизу від Ямбола, де жила звичайним сільським життям.

### Гайдуцька діяльність
Желю пішов у гайдуки досить пізно, у 1858 році. Як вважають, причиною цього стало те, що він відрізав серпом голови двом башибузукам, які спробували біля поля, де він жав жито, сплюндрувати його сестру. Спочатку Желю гайдуцтвував у загоні (четі) воєводи Димитира Каличліята, але після захоплення того османами у полон, перейшов до чети Панайота Хитова у 1867 році, де він став підвоєводою. В 1868 році Желю у Румунії став воєводою чети, в яку записався й Христо Ботев, але з різних причин чета розпалася і не змогла вирушити до Болгарії. З цього часу Желю воєвода брав активну участь у роботі Болгарського таємного революційного комітету під керівництвом Георги Стойкова Раковски. У період Квітневого повстання в Болгарії проти османів у 1876 році Желю був у Румунії, де готувався до переходу в Болгарію, але через швидке придушення повстання переїхав до Сербії.
На лезі шаблі Желю воєводи було написано:
«Болгарину, брату мій, ти турка не бійся, шаблю візьми і йди бийся!»

### У період війн на Балканах
Желю взяв участь у сербсько-османській війні 1876 року. Панайот Хитов поставив його знову підвоєводою. Желю агітував і підбирав добровольців для боротьби з османами у Румунії, Болгарії, Сербії і Російській імперії.
Коли почалася російсько-османська війна 1877-78 рр. Желю воєвода отримав дозвіл російського командування на створення чети чисельністю у 300 вояків, з якою почав розвідувальну діяльність проти османів. Наприкінці 1877 року чета Желю воєводи об'єдналась с загонами Панайота Хитова. Це з'єднання чисельністю у 1000 вояків отримало завдання очищення східних районів Старої Планини від башибузуцьких банд.
«Невтомний, невідступний перед нічим й ніким, не боявся і найбільшої небезпеки, одним словом, безстрашна людина.»
Після звільнення Болгарії Желю був учасником сербсько-болгарської війни 1885 року.
Помер Желю воєвода 24 червня 1893 року у своєму рідному селі Маломир, на кладовищі якого й був похований.

## Пам'ять про воєводу
На честь національного героя Болгарії Желю воєводи названі:
- вулиця «Дядо Желю войвода» в Софії;
- вулиця «Желю войвода» в Ямболі;
- вулиця «Желю войвода» в Суворово, Варненська область.

У селі Маломир, де помер войвода, є його могила з надгробком, пам'ятна дошка, сільський пам'ятник. В Національному болгарському військово-історичному музеї зберігають прапор чети Желю воєводи.В Ямбольському історичному музеї експонують особисту печатку Желю Войводи і печатку його чети.
Історія гайдуцької діяльності Дядо Желю описана у романі Цончо Родева «Бурята» (1986 р.). Створені народні пісні.
Разом з тим потрібно зауважити, що село Желю-Войвода у Сливенській області названо на честь іншого гайдука — Железа Добрева Железчева (1810—21.IV.1878), якого теж називали Дядо Желю і який теж був воєводою, вихідцем з цього села.